# March 871
A March 871 egy Formula–1-es versenyautó, melyet a March csapat versenyeztetett az 1987-es Formula–1 világbajnokság során. A csapat egyetlen pilótával nevezett, Ivan Capellivel.

## Áttekintés
Négy év kihagyás után úgy tért vissza a March csapat a sportágba, hogy az első autója még nem volt egészen készen, ezért az idénynyitón egy Formula–1-es/Formula–3000-es hibrid autóval, a March 87P-vel neveztek. Csak a második versenyre, Imolára lett kész a 871-es.
Az idény kevéssé volt sikeres a March csapat számára, ugyanis csak egyszer, a monacói nagydíjon tudtak egyetlen pontot szerezni, ami a konstruktőri tizenharmadik helyre volt elegendő. Ám abban az évben a szívómotoros autóknak külön bajnoki küzdelmeket is kiírtak. A Colin Chapman-kupát a March, a Jim Clark-kupát Capelli egyaránt a negyedik helyen zárták.

## Eredmények

### Formula–1-es eredmények
| Év   | Csapat            | Motor             | Gumik | Pilóták      | 1   | 2   | 3   | 4   | 5   | 6   | 7   | 8   | 9   | 10  | 11  | 12  | 13  | 14  | 15  | 16  | Pontok | Helyezés |
| ---- | ----------------- | ----------------- | ----- | ------------ | --- | --- | --- | --- | --- | --- | --- | --- | --- | --- | --- | --- | --- | --- | --- | --- | ------ | -------- |
| 1987 | March Racing Team | Ford-Cosworth DFZ | G     |              | BRA | SMR | BEL | MON | DET | FRA | GBR | GER | HUN | AUT | ITA | POR | ESP | MEX | JPN | AUS | 1      | 13.      |
| 1987 | March Racing Team | Ford-Cosworth DFZ | G     | Ivan Capelli |     | KI  | KI  | 6   | KI  | KI  | KI  | KI  | 10  | 11  | 13  | 9   | 12  | KI  | KI  | KI  | 1      | 13.      |

### Colin Chapman-kupa
| Év   | Csapat            | Motor             | Gumik | Pilóták      | 1   | 2   | 3   | 4   | 5   | 6   | 7   | 8   | 9   | 10  | 11  | 12  | 13  | 14  | 15  | 16  | Pontok | Helyezés |
| ---- | ----------------- | ----------------- | ----- | ------------ | --- | --- | --- | --- | --- | --- | --- | --- | --- | --- | --- | --- | --- | --- | --- | --- | ------ | -------- |
| 1987 | March Racing Team | Ford-Cosworth DFZ | G     |              | BRA | SMR | BEL | MON | DET | FRA | GBR | GER | HUN | AUT | ITA | POR | ESP | MEX | JPN | AUS | 38     | 4.       |
| 1987 | March Racing Team | Ford-Cosworth DFZ | G     | Ivan Capelli |     | KI  | KI  | 2   | KI  | KI  | KI  | KI  | 3   | 1   | 2   | 1   | 3   | KI  | KI  | KI  | 38     | 4.       |